# Paul Hans Ohmert

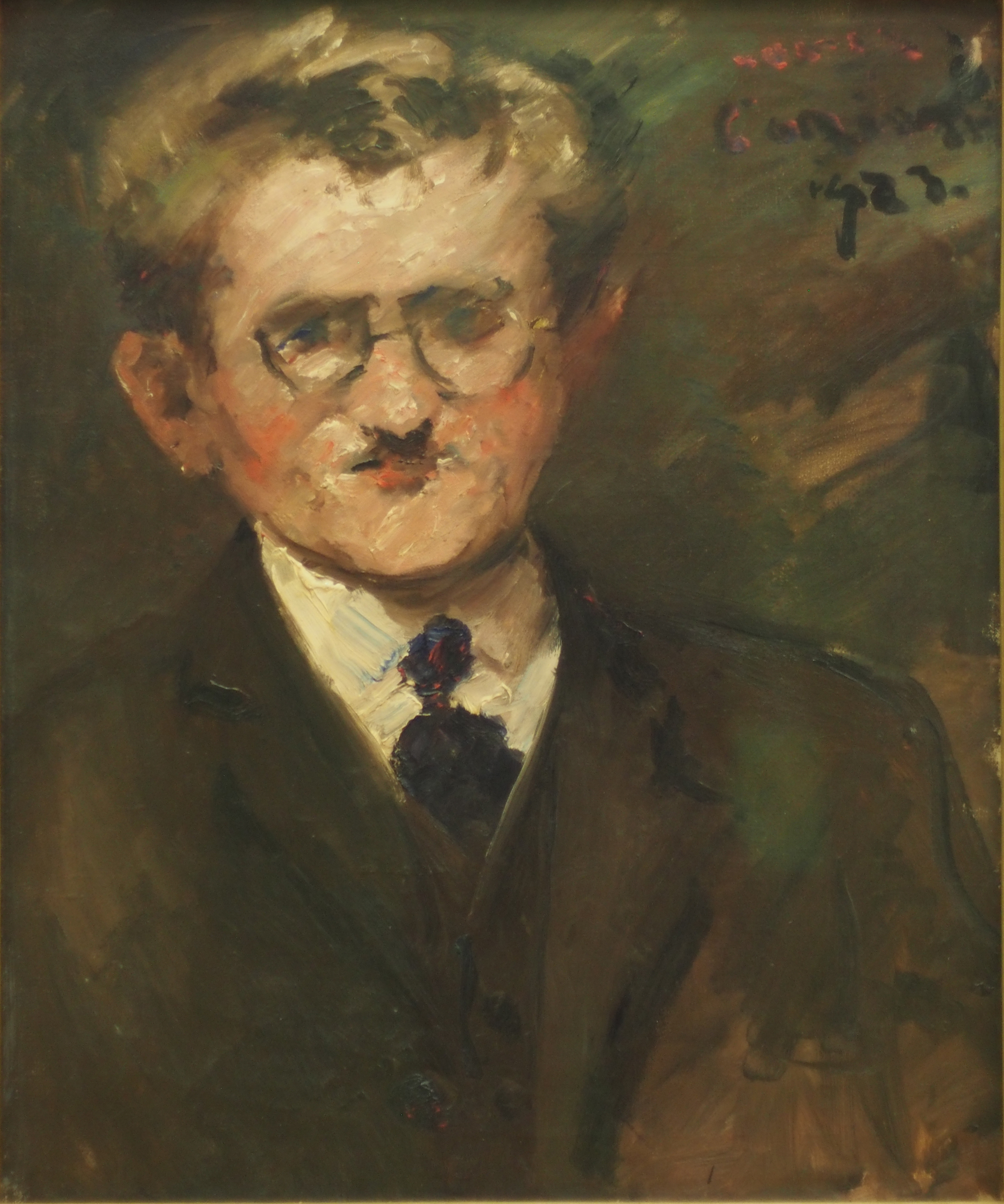
Lovis Corinth, Bildnis des Professors Ohmert, 1923

Paul Hans Ohmert (P. H. Ohmert, * 23. Oktober 1890 in Zielenzig; † 18. August 1960 in Oberstdorf, Allgäu) war ein deutscher Maler, Zeichner und Radierer.

## Leben und Werk
Paul Hans Ohmert wuchs als zweiter Sohn der kinderreichen Familie von Hermann und Berta Ohmert, geborene Schröter, ab 1895 in Drossen (Ośno Lubuskie) auf. In jungen Jahren ging er an die Kunstakademie nach Berlin. Als Schüler von Hans Looschen, Karl Hagemeister und Max Liebermann, der ihn porträtierte, war Ohmert, der bereits 1908 seine erste Radierung verkaufte und 1910 mit dem Graphikkreis Dortmund ausstellte, von den Malern der Berliner Secession und vom Impressionismus beeinflusst. Er machte sich als Landschaftsmaler, Radierer, Porträtist und Zeichner einen Namen und arbeitete viel in der Mark Brandenburg. Seine Ölgemälde der Alpen, die er womöglich mit Hagemeister bereiste, wurden bis in die U.S.A. verkauft. Er wohnte und arbeitete in Güterfelde, im Südwesten von Berlin, nicht weit von Liebermanns Villa und vom Wohnort Hagemeisters, auch in der Zeit als Professor in den Niederlanden. Er war Mitglied des Potsdamer Kunstvereins.
Bis 1914 malte Ohmert, vermutlich von Max Liebermann angeregt und wie es ein Berliner Katalog aus 1921 nachweist, viel in den Niederlanden. 1921 führte er als Kommissionsmitglied der Deutsch-Niederländischen Vereinigung eine Ausstellung der Expressionisten im Pulchri-Studio in Den Haag durch, auf der er selbst mit einem Bild vertreten war, das vom Stedelijk Museum in Amsterdam angekauft wurde. Ende 1920 übernahm er das Spiel von Licht und Schatten der alten Niederländer in seine Malerei. Im Zuge der national-sozialistischen Kulturpolitik mit der Verfolgung von Max Liebermann als Jude wurde auch Omert ins Abseits gedrängt und geriet in Vergessenheit. Er zog sich schließlich Ende 1940, nach dem Tod seiner Berliner Lehrer, nach Oberstdorf ins Allgäu zurück, wo er sich ein Haus baute und bis zu seinem Tode blieb. 1960 porträtierte er Bundeskanzler Konrad Adenauer.